# Selina Moreno
Selina Moreno (Madrid, 4 de juliol de 1972) és una nedadora de llarga distància. Madrilenya de naixement però gandiana d'adopció, Selina ha realitzat llargues travessies, com l'Estret de Gibraltar o el Canal de la Mànega, sobretot arran de superar un càncer de mama.

## Palmarès
- 2007:
  - Setembre: Creua nadant l'Estret de Gibraltar (17,5 km) en 4 hores i 40 minuts. Sortida des de l'illa de Tarifa, arribada punta Sainar (Marroc)
  - Octubre: Travesia de la Bocaina. Lanzarote-Fuerteventura (14 km) 6 hores i 56 minuts.
- 2009 
  - Travesia Internacional Bahia de Cullera i Campionat Autonòmic d'aigües obertes. Master I femení. 10 km. Segona classificada.
  - Creua el canal de la Mànega (33 km en recte, 66 nedats). Es converteix en la segona espanyola en fer-ho i aconsegueix el millor temps femení amb un temps de 16 hores i 4 minuts.
- 2010
  - Travesia Internacional Bahia de Cullera i Campionat Autonòmic d'aigües obertes. Master I femení. 10 km. Tercera classificada.
- Creua el Canal de Menorca[3](36 km). Segona espanyola en fer-ho, millor temps femení. Sisena persona al món en categoria individual. 18 hores i 20 minuts.